# Божко Олександр Федорович
Олександр Федорович Божко (26 липня 1956, Донецьк) — український громадсько-політичний діяч, дипломат. Голова Українського молодіжного Чорнобильського фонду (з 1990). Віце-президент Асоціації дружби «Україна-Куба». Надзвичайний і Повноважний Посол України в Республіці Куба (з 2013).

## Біографія
Народився 26 липня 1956 року в місті Донецьк. У 1978 році закінчив Донецький політехнічний інститут.
З 1980 по 1990 рр. — працював секретарем Селідовського міського комітету ЛКСМУ, був начальником штабу вирішення надзвичайних ситуацій при ЦК ЛКСМ України. З 1990 року голова Українського молодіжного Чорнобильського фонду. Віце-президент Асоціації дружби «Україна-Куба».
З 06 грудня 2013 по 28 квітня 2014 - року Надзвичайний і Повноважний Посол України в Республіці Куба.

## Нагороди та відзнаки
- Почесний знак відзнака Президента України (1996)
- Орден Дружби (2000) (Куба)
- Міжнародний Орден Святого Станіслава (2002)[4]